# Mops trevori
Mops trevori är en fladdermusart som beskrevs av J. A. Allen 1917. Mops trevori ingår i släktet Mops och familjen veckläppade fladdermöss. Inga underarter finns listade i Catalogue of Life. Populationerna infogades fram till 1980-talet i Mops niangarae. Olika exemplar i museer som först räknades till Mops congicus tillhör denna art. Arten listades tidvis i släktet Tadarida.
Artepitetet i det vetenskapliga namnet hedrar den amerikanska affärsmannen John Bond Trevor som donerade pengar till American Museum of Natural History.

## Utseende
Med 51 till 55 mm långa underarmar är arten en medelstor medlem i familjen. Ovansidan är täckt av mörkbrun päls med gula nyanser och undersidans päls är ljusbrun med inslag av rosa och gul. Undersidans päls blir fram mot kroppssidorna mörkare. Av arten finns även en orangebrun färgvariant. Mops trevori har mörkbrun flyghud som är lite genomskinlig och svansens spets ligger utanför svansflyghuden. Ansiktet kännetecknas av en vågig övre läpp med taggiga hår. Öronen är på hjässan sammanlänkade med en hudremsa som liknar i formen ett V. Arten har en liten tragus och en stor antitragus. Tandformeln är I 1/2, C 1/1, P 2/2, M 3/3, alltså 30 tänder i tanduppsättningen.
Kroppen (huvud och bål) är 81 till 90 mm lång, svanslängden är 34 till 44 mm, bakfötternas längd är 11 till 15 mm och öronen är 18 till 25 mm stora.

## Utbredning
Denna fladdermus har två från varandra skilda utbredningsområden i Afrika, den första från östra Liberia till västra Nigeria och den andra nordöstra Kongo-Kinshasa, Uganda och Sydsudan. Habitatet utgörs av tropiska regnskogar och av den angränsande savannen.

## Ekologi
Födan hittas ofta över vattenansamlingar. Mindre flockar vilar tillsammans i trädens håligheter. Från den östliga populationen dokumenterades en dräktig hona vid slutet av september.

## Hot
Beståndet hotas av skogarnas omvandling till jordbruksmark och av skogsbruk. Hur starkt hela populationen minskar är inte känt. IUCN listar arten med kunskapsbrist (DD).